# Pantaleon Wawrzyniec Szuman
Pantaleon Wawrzyniec Szuman (ur. 27 lipca 1782 w Pile, zm. 12 września 1849 w Kujawkach) – członek Komitetu Narodowego Polskiego w Poznaniu w 1848 roku, polski prawnik, podsędek, prokurator i polityk.

## Życiorys
Syn Jana Szumana, radcy wałeckiego i Agnieszki Poradowskiej z zasiedziałej rodziny pilskiej wywodzącej się z Wołynia.
Deputowany stanu rycerskiego na sejm prowincjonalny Wielkiego Księstwa Poznańskiego w 1841 roku. Był deputowanym ze stanu rycerskiego z powiatu wągrowieckiego na sejm prowincjonalny Wielkiego Księstwa Poznańskiego w 1837 i 1841 roku. Deputowany do Pruskiego Zgromadzenia Konstytucyjnego w 1848 roku i Pruskiego Zgromadzenia Narodowego.
W 1843 r., podczas posiedzenia Sejmu Wielkiego Księstwa Poznańskiego wystąpił z wnioskiem o zmianą napisu na pomnikach Mieszka I i Bolesława Chrobrego w Złotej Kaplicy Katedry Poznańskiej, informujących, że są one darem hr. Edwarda Raczyńskiego. Jego wniosek został odrzucony stosunkiem głosów 27:14, jednak Raczyński był nim bardzo urażony, a sprawa ta doprowadziła do jego samobójczej śmierci na Wyspie Edwarda na Jeziorze Raczyńskim w Zaniemyślu.